# Liste der Optionskommunen

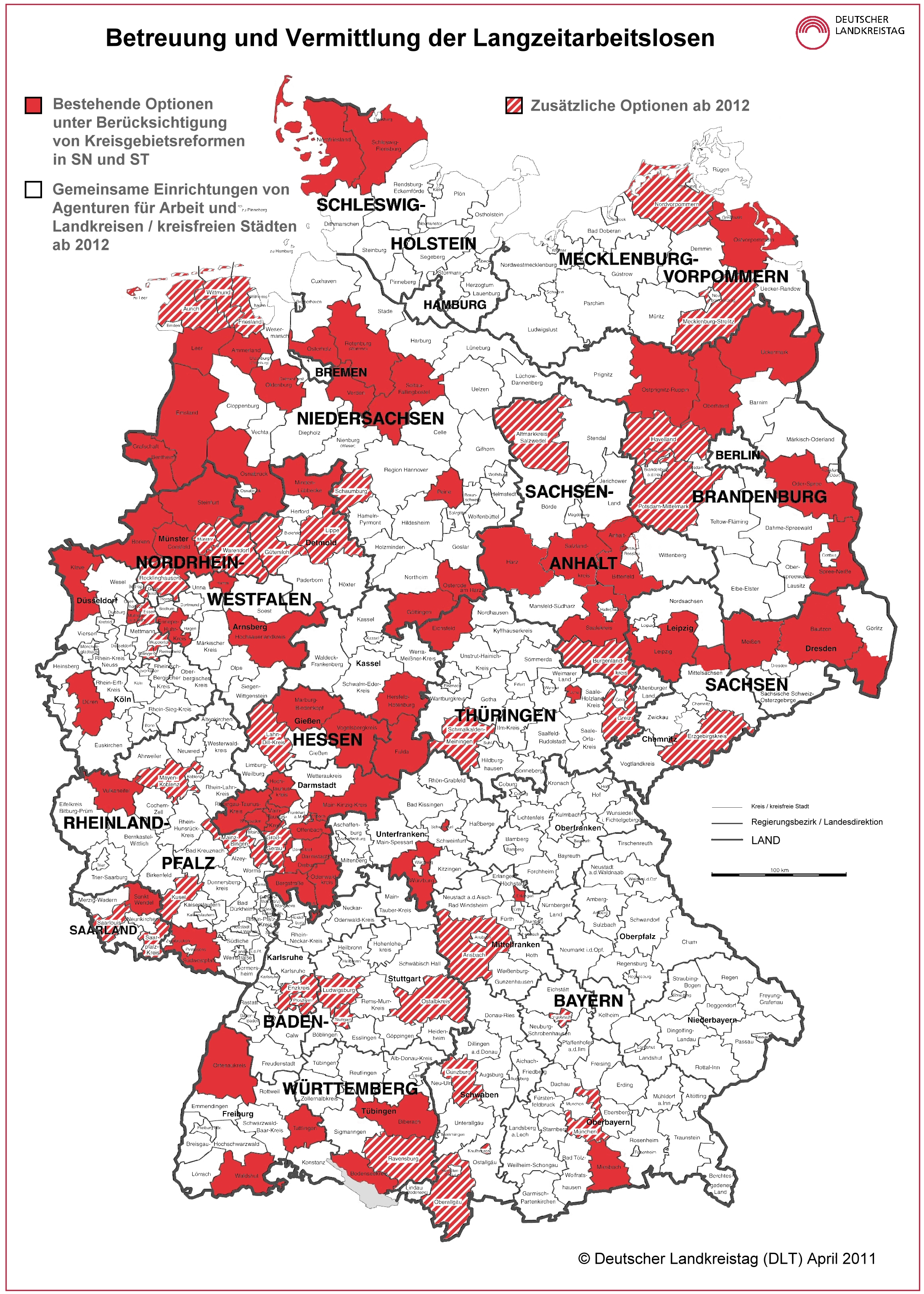
Überblick über die Optionskommunen

Am 24. September 2004 hat das Bundesministerium für Wirtschaft und Arbeit die Liste der Kommunen festgelegt, die am so genannten Optionsmodell teilnehmen. Die „Verordnung zur Zulassung von kommunalen Trägern als Träger der Grundsicherung für Arbeitsuchende“ (Kommunalträger-Zulassungsverordnung – KomtrZV) trat am 28. September 2004 in Kraft. Die Zahl der zugelassenen kommunalen Träger war zunächst auf 69 beschränkt und wurde nach Länderkontingenten verteilt, deren Größe sich aus der Stimmenverteilung im Bundesrat ergab. Bis zum 31. März 2011 haben die Länder 41 weitere Landkreise und Städte bestimmt, die ab dem 1. Januar 2012 die Aufgaben in Eigenregie übernommen haben (markiert mit *). Per 1. Januar 2014 sind nachfolgende Kommunen zur alleinigen Aufgabenwahrnehmung der Grundsicherung für Arbeitsuchende zugelassen:

Baden-Württemberg
1. Landkreis Biberach
2. Bodenseekreis
3. Enzkreis*
4. Landkreis Ludwigsburg*
5. Ortenaukreis
6. Ostalbkreis*
7. Stadt Pforzheim*
8. Landkreis Ravensburg*
9. Landeshauptstadt Stuttgart*
10. Landkreis Tuttlingen
11. Landkreis Waldshut

Bayern
1. Landkreis Ansbach*
2. Stadt Erlangen
3. Landkreis Günzburg*
4. Stadt Ingolstadt*
5. Stadt Kaufbeuren*
6. Landkreis Miesbach
7. Landkreis München*
8. Landkreis Oberallgäu*
9. Stadt Schweinfurt
10. Landkreis Würzburg

Brandenburg
1. Landkreis Havelland*
2. Landkreis Oberhavel
3. Landkreis Oder-Spree
4. Landkreis Ostprignitz-Ruppin
5. Landkreis Potsdam-Mittelmark*
6. Landkreis Spree-Neiße
7. Landkreis Uckermark

Hessen
1. Landkreis Bergstraße
2. Landkreis Darmstadt-Dieburg
3. Landkreis Fulda
4. Kreis Groß-Gerau*
5. Landkreis Hersfeld-Rotenburg
6. Hochtaunuskreis
7. Lahn-Dill-Kreis*
8. Main-Kinzig-Kreis
9. Main-Taunus-Kreis
10. Landkreis Marburg-Biedenkopf
11. Odenwaldkreis
12. Kreis Offenbach
13. Stadt Offenbach am Main*
14. Rheingau-Taunus-Kreis
15. Vogelsbergkreis
16. Landeshauptstadt Wiesbaden

Mecklenburg-Vorpommern
1. Landkreis Vorpommern-Rügen*

Niedersachsen
1. Landkreis Ammerland
2. Landkreis Aurich*
3. Landkreis Emsland
4. Landkreis Friesland*
5. Landkreis Göttingen
6. Landkreis Grafschaft Bentheim
7. Landkreis Heidekreis
8. Landkreis Leer
9. Landkreis Oldenburg
10. Landkreis Osnabrück
11. Landkreis Osterholz
12. Landkreis Peine
13. Landkreis Rotenburg (Wümme)
14. Landkreis Schaumburg*
15. Landkreis Verden
16. Landkreis Wittmund*

Nordrhein-Westfalen
1. Kreis Borken
2. Kreis Coesfeld
3. Kreis Düren
4. Ennepe-Ruhr-Kreis
5. Stadt Essen*
6. Kreis Gütersloh*
7. Stadt Hamm
8. Hochsauerlandkreis
9. Kreis Kleve
10. Kreis Lippe*
11. Kreis Minden-Lübbecke
12. Stadt Mülheim an der Ruhr
13. Stadt Münster*
14. Kreis Recklinghausen*
15. Kreis Steinfurt
16. Stadt Solingen*
17. Kreis Warendorf*
18. Stadt Wuppertal*

Rheinland-Pfalz
1. Landkreis Kusel*
2. Landkreis Mainz-Bingen*
3. Landkreis Mayen-Koblenz*
4. Landkreis Südwestpfalz
5. Landkreis Vulkaneifel

Saarland
1. Landkreis Saarlouis*
2. Saarpfalz-Kreis*
3. Landkreis St. Wendel

Sachsen
1. Landkreis Bautzen
2. Erzgebirgskreis*
3. Landkreis Görlitz
4. Landkreis Leipzig
5. Landkreis Meißen

Sachsen-Anhalt
1. Altmarkkreis Salzwedel*
2. Anhalt-Bitterfeld
3. Burgenlandkreis*
4. Landkreis Harz
5. Saalekreis
6. Salzlandkreis

Schleswig-Holstein
1. Kreis Nordfriesland
2. Kreis Schleswig-Flensburg

Thüringen
1. Landkreis Eichsfeld
2. Landkreis Greiz*
3. Stadt Jena
4. Landkreis Schmalkalden-Meiningen*

Die Stadtstaaten Hamburg, Berlin und Bremen haben nicht optiert.